# Deflagració d'escapament

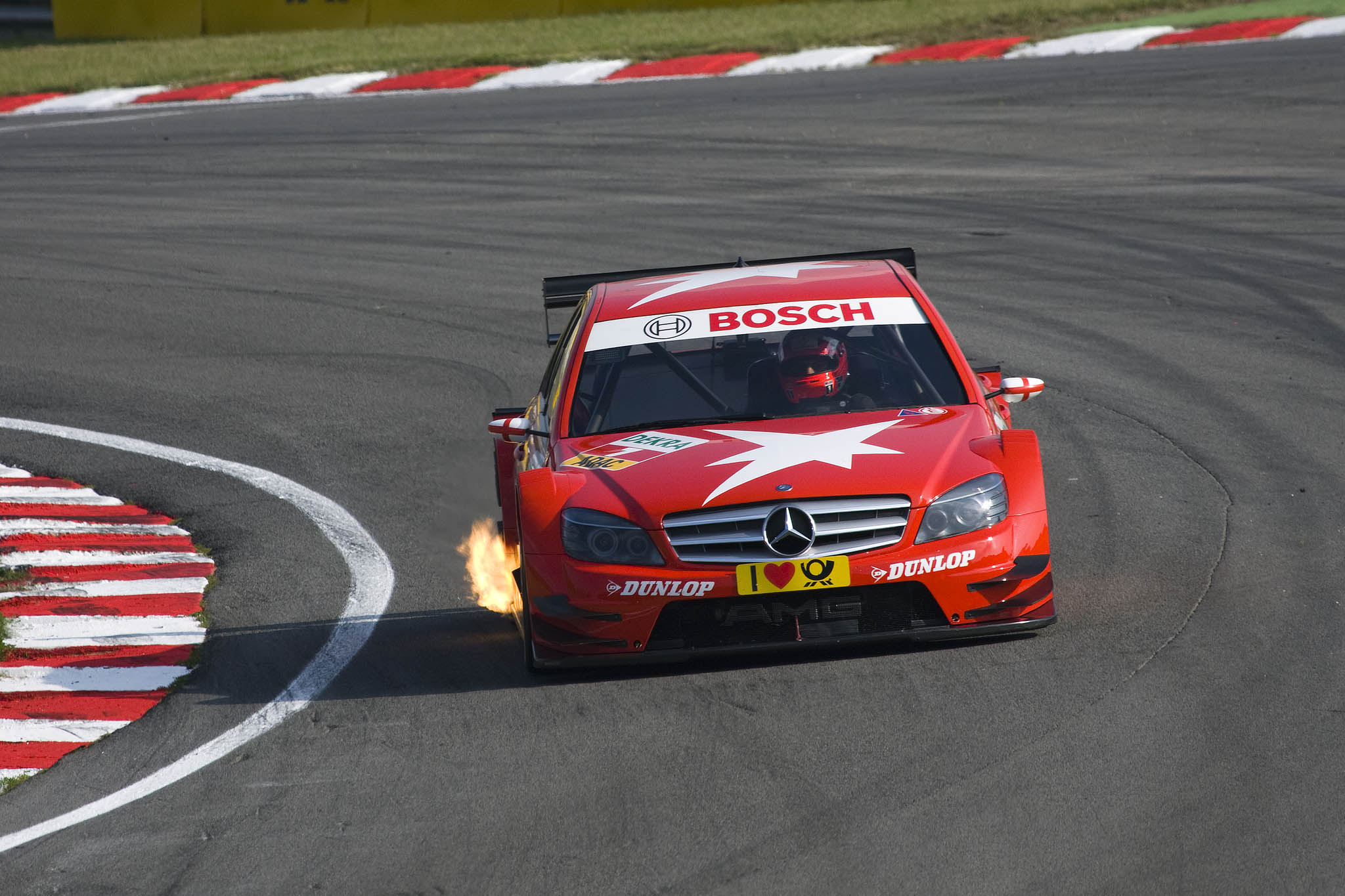
Vehicle de DTM provocant una deflagració d'escapament.

Una  deflagració d'escapament  és una explosió produïda per un motor de combustió interna en funcionament que ocorre en el sistema d'admissió o d'escapament en lloc de a la cambra de combustió. Una explosió al conducte d'admissió, carburador, o filtre d'aire d'un motor passarà normalment quan les vàlvules d'admissió no estan tancades abans de l'explosió. També s'utilitza el mateix terme quan el combustible o els hidrocarburs exploten en algun lloc del sistema d'escapament. Si això succeeix, l'tub d'escapament sortirà momentàniament una flamarada visible. De qualsevol de les dues maneres apareix un so polsant, juntament amb una possible pèrdua de potència i d'empenta.